# Ziwei
Pour les articles homonymes, voir Zigong (homonymie).

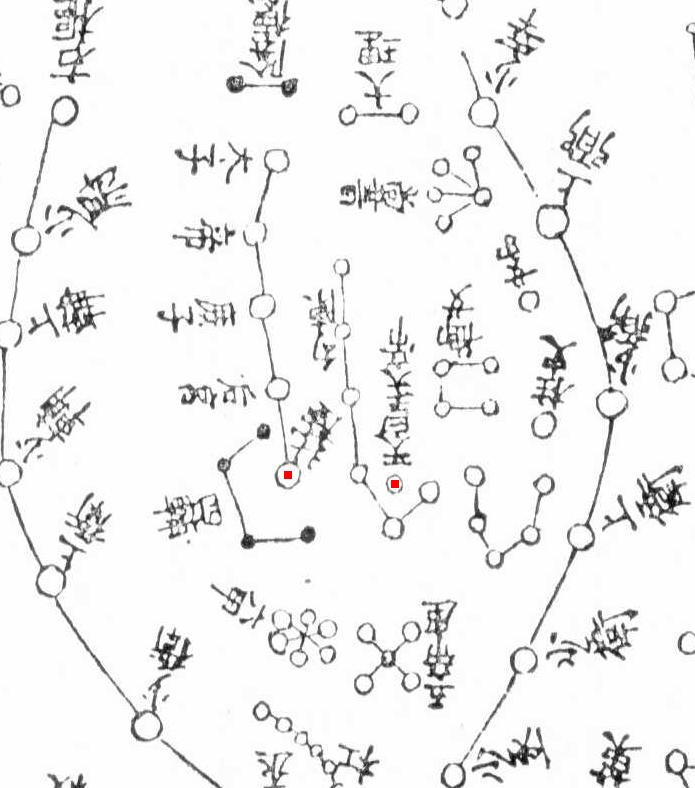
Représentation astronomique chinoise de constellations.

Ziwei, également appelé Zigong ou Ziwei gong (litt. « Palais pourpre interdit ») est un des astérismes de plus grande étendue utilisé en astronomie chinoise. Il couvre une région voisine du pôle nord céleste, empiétant sur les constellations de la Grande Ourse, de la Girafe, et du Dragon.